# 青木菜花
青木 菜花（あおき なのか、1999年7月11日 - ）は、日本の女優、モデル。株式会社トイボックス エージェント所属。

## 来歴
- 2018年2月、恋愛リアリティショー番組『恋する♥週末ホームステイ』出演、共演した梶田冬磨と共に「なのかじ」として人気を誇る。
- 2020年11月25日、『恋する♥週末ホームステイ』で共演した梶田冬磨との結婚と第一子妊娠を発表。
- 2021年4月29日、第1子となる女児が誕生したことを夫がTwitter及びInstagramで発表した。
- 2022年9月に22歳で亡くなった夫で俳優、梶田冬磨の死因をインスタグラムで公表し、自身は活動を再開したと明かした[1][2]。
- 2023年7月12日、SNSにて死因は突然死と公表[3][4][5][6]。
- 2023年9月より公式ブログをアメブロで開始。

## 出演

### Web
- 恋する♥週末ホームステイ season3（2018年2月6日 - 3月27日、AbemaTV）

#### その他
- 趣味はメイク
- 特技はレジの早打ち（セブン-イレブンでアルバイト）